# Orwellion fasciatum
Orwellion fasciatum là một loài bọ cánh cứng trong họ Cerambycidae.